# Achille Majeroni (attore 1881-1964)
Achille Majeroni (Siracusa, 24 agosto 1881 – Roma, 12 ottobre 1964) è stato un attore e doppiatore italiano.

## Biografia
Nato casualmente a Siracusa durante una turné dei genitori, gli attori Achille Majeroni e Graziosa Bignetti, è il fratello dell'attore Dante e dell'illusionista Amedeo. Ha preso parte ad una settantina di film, dal 1913 con La donna è come l'ombra di Giulio Antamoro al 1963 con Una storia moderna - L'ape regina di Marco Ferreri. Resta famosa la sua interpretazione del vecchio capocomico ne I vitelloni (1953) di Federico Fellini.

## Filmografia parziale

Laura Adani con Totò e Achille Majeroni in Arrangiatevi (1959)

- La donna è come l'ombra, regia di Giulio Antamoro (1913)
- Spartaco, regia di Giovanni Enrico Vidali (1913)
- Scuola d'eroi, regia di Enrico Guazzoni (1914)
- Il vetturale del Moncenisio, regia di Leopoldo Carlucci (1916)
- Caino, regia di Leopoldo Carlucci (1918)
- Figaro e la sua gran giornata, regia di Mario Camerini (1931)
- Casta Diva, regia di Carmine Gallone (1935)
- Re burlone, regia di Enrico Guazzoni (1935)
- Il fu Mattia Pascal, regia di Pierre Chenal (1937)
- Duetto vagabondo, regia di Guglielmo Giannini (1938)
- Orgoglio, regia di Marco Elter (1938)
- Ai vostri ordini, signora..., regia di Mario Mattoli (1939)
- Retroscena, regia di Alessandro Blasetti (1939)
- Miseria e nobiltà, regia di Corrado D'Errico (1940)
- Fanfulla da Lodi, regia di Giulio Antamoro e Carlo Duse (1940)
- Il re del circo, regia di Hans Hinrich (1941)
- Pia de' Tolomei, regia di Esodo Pratelli (1941)
- Il bravo di Venezia di Carlo Campogalliani (1941)
- La Gorgona, regia di Guido Brignone (1942)
- Luisa Sanfelice, regia di Leo Menardi (1942)
- Stasera niente di nuovo, regia di Mario Mattoli (1942)
- Il viale della speranza, regia di Dino Risi (1953)
- I vitelloni, regia di Federico Fellini (1953)
- I tre ladri, regia di Lionello De Felice (1954)
- Mi permette, babbo!, regia di Mario Bonnard (1956)
- Arrangiatevi, regia di Mauro Bolognini (1959)
- I delfini, regia di Francesco Maselli (1960)
- Una storia moderna - L'ape regina, regia di Marco Ferreri (1963)

## Prosa radiofonica Eiar
- I diavoli nella foresta, fiaba musicale di Luigi Antonelli, regia di Luigi Maggi, trasmessa il 4 gennaio 1939

## Prosa radiofonica Rai
- L'invito, commedia di Gaspare Cataldo, regia di Anton Giulio Majano, trasmessa il 30 maggio 1949
- La grande famiglia, commedia di Fabrizio Sarazani, regia di Nino Meloni, trasmessa il 18 gennaio 1960
- America, da Franz Kafka, riduzione di Max Brod, regia di Giorgio Bandini, trasmessa il 5 novembre 1961

## Doppiaggio
- Ian Keith in I dieci comandamenti
- Donald Crisp in La voce nella tempesta
- Giorgio Piamonti in La paura fa 90
- Roy Roberts in La casa del corvo
- Frank Silvera in Viva Zapata!
- James Todd in Titanic
- Chris-Pin Martin in Ombre rosse
- Leo Curley ne La mano vendicatrice
- Juano Hernández in I dannati e gli eroi
- Grant Withers in Rio Bravo
- Jack Kenney in L'assedio di fuoco
- Charles B. Middleton in La città della paura
- Paul Harvey in La fonte meravigliosa